# Божидар Краев
Божидар Бойков Краев е български футболист, играещ като полузащитник за австралийския Сидни Уондърърс.

## Кариера

### Ранни години
Краев е роден на 23 юни 1997 г. в град Враца. Започва футболната си кариера в местния отбор Ботев. През 2010 г. се присъединява към отбора на Чавдар Етрополе, а през 2013 г. към младежката академия на елитния Левски София.

### Левски София
На 19 юли 2014 г. прави дебюта си за „сините“ в мач срещу Локомотив Пловдив, влизайки като втора резерва. На 23 септември 2014 г. отбелязва първият си хеттрик при победата на Левски София със 7 – 1 срещу Спартак Варна. На 12 декември подписва нов договор с клуба за 3 години. Два дни по-късно е поканен от италианския гранд Ювентус на 3-дневен пробен период.

### Чужбина
През 2017 заминава за Дания и на 20 юни подписва договор с отбора на Мидтиланд. Прави своя официален дебют при победата срещу Силкеборг на 23 юли 2017 г. Играе в Мидтиланд два сезона.
От 2019 г. е преотстъпен под наем на португалския Жил Висенте. Там прекарва 1 сезон и прави едни от най-добрите си мачове в кариерата. С негови голове са победени грандовете Порто и Спортинг (Лисабон). След добрите си игри се завръща в Мидтиланд, където играе през есенния сезон на 2020/2021 г. От 11.01.2021 до 30.06.2021 г. е преотстъпен под наем на португалския Фамаликао, след което отново се завръща в Мидтиланд. 
| Сезон   | Отбор        | Мачове | Голове | Купа М | Купа Г | ЕКТ М | ЕКТ Г | Общо М | Общо Г |
| ------- | ------------ | ------ | ------ | ------ | ------ | ----- | ----- | ------ | ------ |
| 2014/15 | Левски София | 19     | 6      | 8      | 3      | –     | –     | 27     | 9      |
| 2015/16 | Левски София | 27     | 4      | 2      | 2      | –     | –     | 29     | 6      |
| 2016/17 | Левски София | 34     | 10     | 1      | 0      | 0     | 0     | 35     | 10     |
| 2017/18 | Мидтиланд    | 17     | 1      | 2      | 3      | 3     | 1     | 22     | 5      |
| 2018/19 | Мидтиланд    | 12     | 0      | 2      | 0      | 0     | 0     | 14     | 0      |
| 2019/20 | Жил Висенте  | 32     | 8      | 4      | 1      | –     | –     | 36     | 9      |
| 2020/21 | Мидтиланд    | 9      | 1      | –      | –      | 7     | 0     | 16     | 1      |